# Stillings Gård
Stillings Gård er en bygning placeret på Nytorv i Viborg. Den er opført i klassicistisk stil år 1813 af bygmester Willads Stilling. Bygningen har været fredet siden 1919.
I starten var der værksteder og boder og placeret i stueetagen, mens der var privat beboelse på de øvrige etager. Stillings Gård blev totalt renoveret og ændret indvendigt i årene 1971-73. Bygningerne blev indtil 2011 brugt til administration for Viborg Kommune.
Fredningen blev ophævet i år 2014 grundet, at intet af det historiske interiør havde overlevet Viborg Kommunes renovering i 1970'erne.